# KZ-Außenlager Holzen

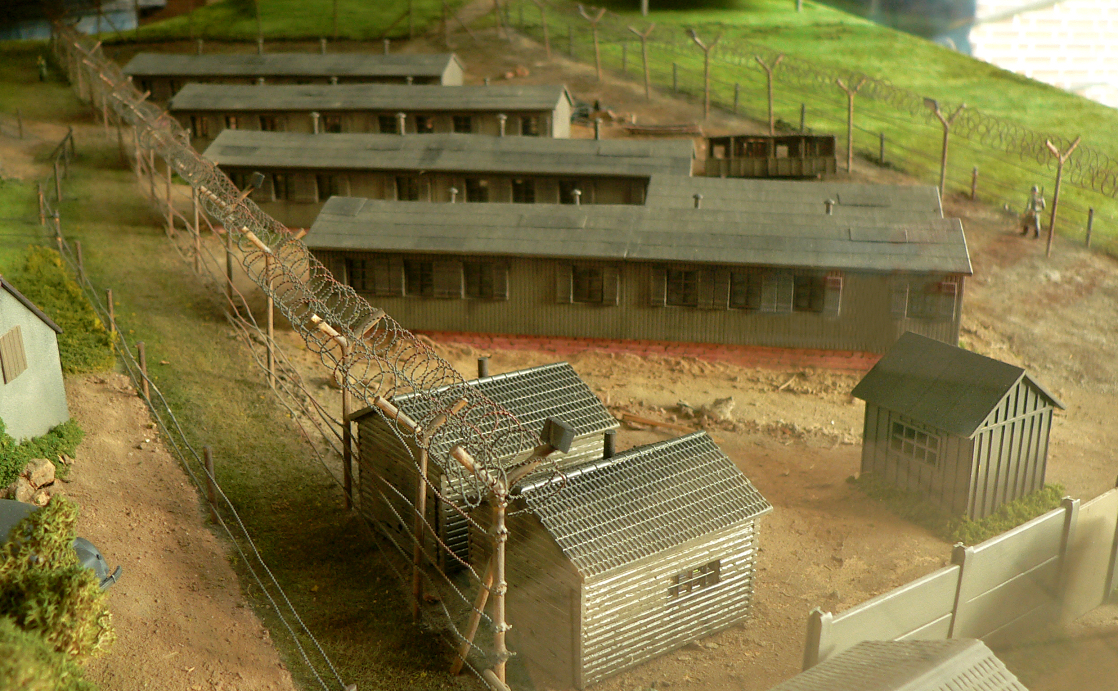
Das KZ-Außenlager Holzen als Modell

Das KZ-Außenlager Holzen war ein von September 1944 bis April 1945 aus vier KZ-Baracken und mehreren Funktionsgebäuden bestehendes Außenlager des Konzentrationslagers Buchenwald. Es befand sich am Rand der Ortschaft Holzen im heutigen Niedersachsen. Das Lager war mit mindestens 1100 und möglicherweise bis zu 2000 KZ-Häftlingen belegt. Sie mussten Zwangsarbeit für Rüstungsvorhaben unter den Decknamen Hecht und Stein innerhalb des untertageverlagerten Rüstungskomplexes im Hils leisten. Beim Heranrücken von US-amerikanischen Truppen 1945 wurden die Häftlinge per Bahn in die Konzentrationslager Buchenwald und Bergen-Belsen abtransportiert. Von den Baulichkeiten des Lagers haben sich keine Reste erhalten.

## Vorgeschichte
Nachdem die Alliierten ab 1943 die Luftüberlegenheit über Deutschland erlangt hatten, entstand im Sommer 1944 das Vorhaben, den Hils zu einem Rüstungsschwerpunkt im Deutschen Reich auszubauen. Dabei bot das weitverzweigte Gruben- und Stollensystem der Deutschen Asphalt AG ideale Voraussetzungen für die Untertageverlagerung der Rüstungsindustrie. Ebenso gewährte der waldreiche Hils oberirdischen Produktionsanlagen Schutz vor feindlichen Luftangriffen. Dementsprechend wurden unter der Leitung der Organisation Todt gemäß den Planungen des Jägerstabs Produktionsstätten für die Herstellung von Jagdflugzeugen und anderen Rüstungsgütern geschaffen. Mehr als 10.000 Zwangsarbeiter waren zeitweise im Hils in über 30 Lagern beschäftigt, wobei das Lenner Lager mit etwa 5000 Zwangsarbeitern das Hauptlager des Rüstungskomplexes war.

## Funktion des Lagers und Häftlinge
Das Lager wurde im September 1944 als umzäuntes Zeltlager auf einer Wiese auf dem Greitberg etwa zwei Kilometer nordöstlich von Holzen eingerichtet. Die erste Belegung erfolgte mit 250 Häftlingen, die mit der Bahn vom KZ Buchenwald nach Holzen gebracht wurden. Darunter waren 187 Franzosen, Polen, Tschechen, Italiener sowie weitere Nationalitäten. In Sichtweite bestand das Zuchthauslager Holzen mit sechs Steinbaracken, das kurz zuvor mit etwa 500 Gefangenen des Zuchthauses Hameln belegt worden war. Darüber hinaus befand sich in unmittelbarer Nähe ein Hüttenlager für italienische Militärinternierte, die sich frei bewegen konnten. Die  KZ-Häftlinge aus Buchenwald bauten für Rüstungszwecke Straßen und Bahnstrecken im Wald. Im November 1944 kam ein weiterer Transport mit 250 Häftlingen aus dem KZ Buchenwald an. Witterungsbedingt und wegen der angestiegenen Häftlingszahl, wurde das Lager in ein Barackenlager am Rande von Holzen verlegt, das die Häftlinge zuvor errichtet hatten. Es bestand aus vier Häftlingsbaracken, einem Küchenbau, einem Verwaltungsgebäude und einer Wache. Das etwa ein Hektar große Gelände war mit einem Elektrozaun gesichert. Ende 1944 war das Lager mit rund 500 Häftlingen belegt, von denen etwa 250 Franzosen waren, unter denen sich ca. 30 Juden befanden. Der Krankenstand lag anfangs bei etwa 40 Häftlingen und erhöhte sich Anfang 1945 auf über 90 Häftlinge.
Anfang März 1945 traf ein weiterer Transport mit über 600 Häftlingen aus dem KZ Buchenwald ein, die für die Aufnahme der Rüstungsproduktion im Hils bestimmt waren. Das Lager war zu dem Zeitpunkt mit rund 1100 Personen belegt, es sollen nach Schätzungen von Insassen jedoch bis zu 2000 Menschen im Lager untergebracht gewesen sein. Die Zahl der Todesfälle während der Lagerzeit wird auf etwa 30 geschätzt.
Ein Häftling, der später bekannt geworden ist, ist Walter Andreas Schwarz. Er war wegen seiner jüdischen Abstammung mit seiner Familie in das KZ-Außenlager Holzen verschleppt worden, wo er bis zum Kriegsende interniert war.

## Räumung des Lagers
Vor dem Anrücken von amerikanischen Truppen, die Holzen am 7. April 1945 erreichten, kam es zur Räumung des Lagers. Am 31. März 1945 wurden fast 700 Häftlinge auf Güterwagen ins KZ Buchenwald gebracht. Die übrigen rund 350 Häftlinge kamen am 5. April 1945 in einem Bahntransport in das KZ Salzgitter-Drütte. Dieses Lager räumte die SS ebenfalls und rund 4000 Häftlinge wurden am 7. April 1945 in einem Zug in Richtung des KZ Bergen-Belsen transportiert. Bei einem längeren Halt im Celler Bahnhof kam es am 8. April 1945 durch die 9th Air Force zu einem schweren Luftangriff auf Celle, der dem Bahnhof galt und bei dem Hunderte Häftlinge ums Leben kamen. Nach der Flucht im Durcheinander des Luftangriffs kam es zum Massaker von Celle, bei dem etwa 170 Häftlinge ermordet wurden.

## Häftlingszeichnungen
Zwei französischen KZ-Häftlinge fertigten während ihrer Lagerzeit Aufzeichnungen an, die erhalten geblieben sind. Dabei handelt es sich zum einen um 40 Portraitzeichnungen von Camille Delétang (1886–1969). Er übergab sie einem polnischen Mithäftling, der sie nach der Befreiung des Lagers 1945 nach Polen mitnahm und 1970 der Gedenkstätte Auschwitz übergab. Etwa 150 weitere Zeichnungen von Camille Delétang sowie schriftliche Aufzeichnungen des Häftlingsarztes Armand Roux (1886–1960) tauchten erst 2012 wieder auf. Sie befanden sich in einer Mappe, die Armand Roux am 8. April 1945 beim Bahntransport zum KZ Bergen-Belsen mit sich führte. Während eines Luftangriffs auf den Bahnhof in Celle, dem das Massaker von Celle folgte, entriss ihm ein Mithäftling die Mappe. Wenige Tage später fand eine Anwohnerin das Behältnis in ihrem Schrebergarten und übergab es noch 1945 ihrem Schwiegersohn. Er gab die Mappe mit den Aufzeichnungen 2012 bei der Gedenkstätte Mittelbau Dora ab. Es handelt sich überwiegend um Portraitzeichnungen von Häftlingen sowie Zeichnungen des Lagers und Szenen aus dem Lageralltag. Da auf den Zeichnungen meist die Häftlingsnummer der Porträtierten wieder gegeben war, konnten sie identifiziert werden. Über die Hälfte hat den Transport nach der Lagerräumung nicht überlebt.
2013 konzipiert die Gedenkstätte Mittelbau Dora aus den 2012 bekannt gewordenen Aufzeichnungen eine Wanderausstellung mit dem Titel Wiederentdeckt, die an deutschen, französischen und polnischen Ausstellungsorten gezeigt wurde.

## Ehrenfriedhof

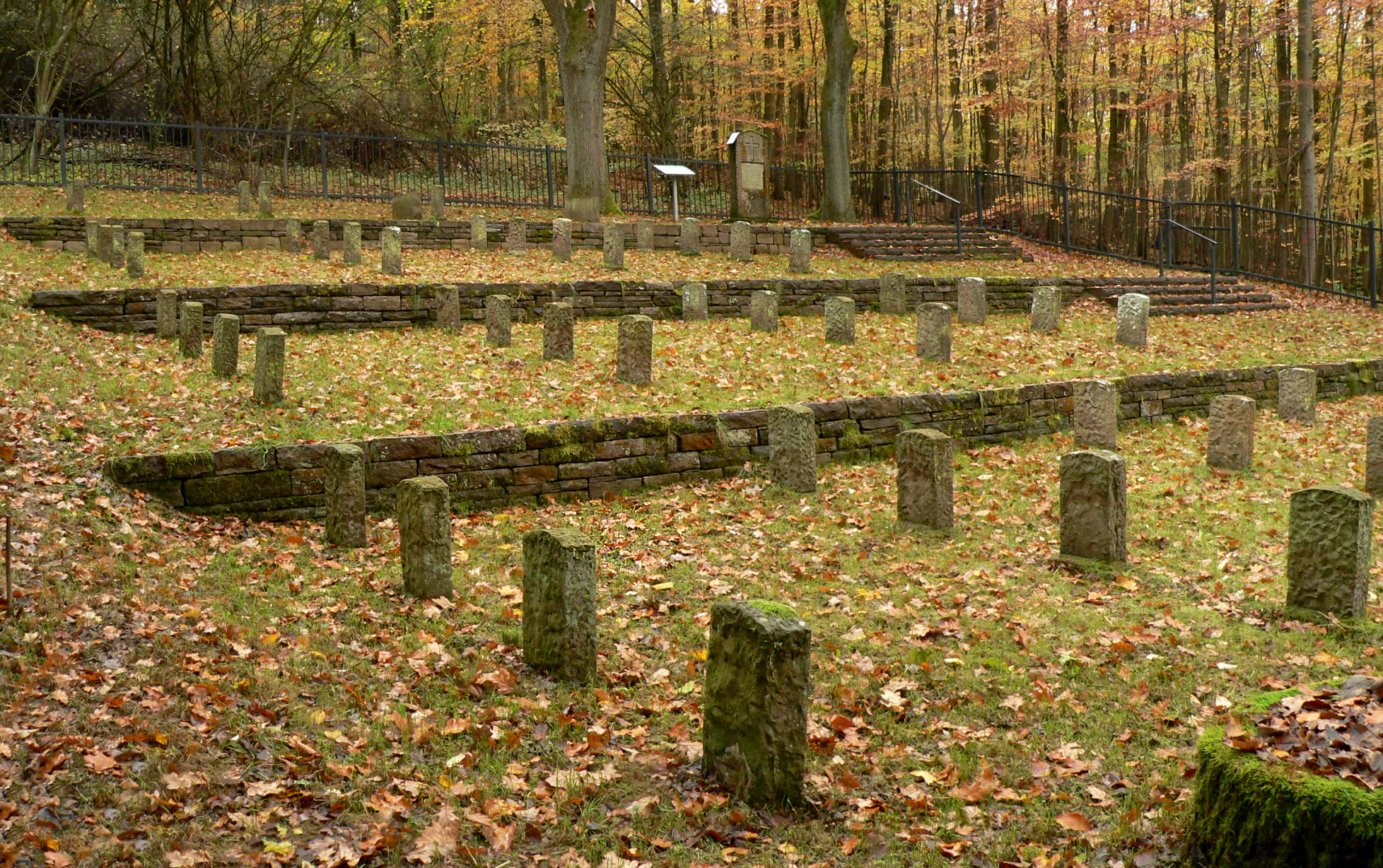
Gelände des Ehrenfriedhofs bei Holzen

Nach dem Krieg wurde bei Holzen ein Ehrenfriedhof angelegt, auf dem 84 männliche Tote verschiedener Nationalitäten beerdigt sind. Zum Teil waren sie vorher auf dem Holzener Gemeindefriedhof bestattet und wurden umgebettet. Unter den Bestatteten sind 29 überwiegend unbekannte Tote aus dem KZ-Außenlager.

## Heute
Von den Baracken des KZ-Außenlagers Holzen auf einer Wiese am Ortsrand haben sich keine Reste erhalten. Das neben der Wiese stehende Wohnhaus, in dem der SS-Lagerführer 1944 und 1945 lebte, ist erhalten. 2021 beschloss der Kreistag des Landkreises Holzminden eine Inwertsetzung der Zwangsarbeiterlager in Lenne und Holzen als Lern- und Gedenkstätte. Dazu bildete sich eine Arbeitsgruppe mit Überlegungen, die gesamte historische Kulturlandschaft des NS-Rüstungskomplexes Hils als Erinnerungsort neu zu gestalten. Bis heute (2025) ist wenig sichtbares geschehen.

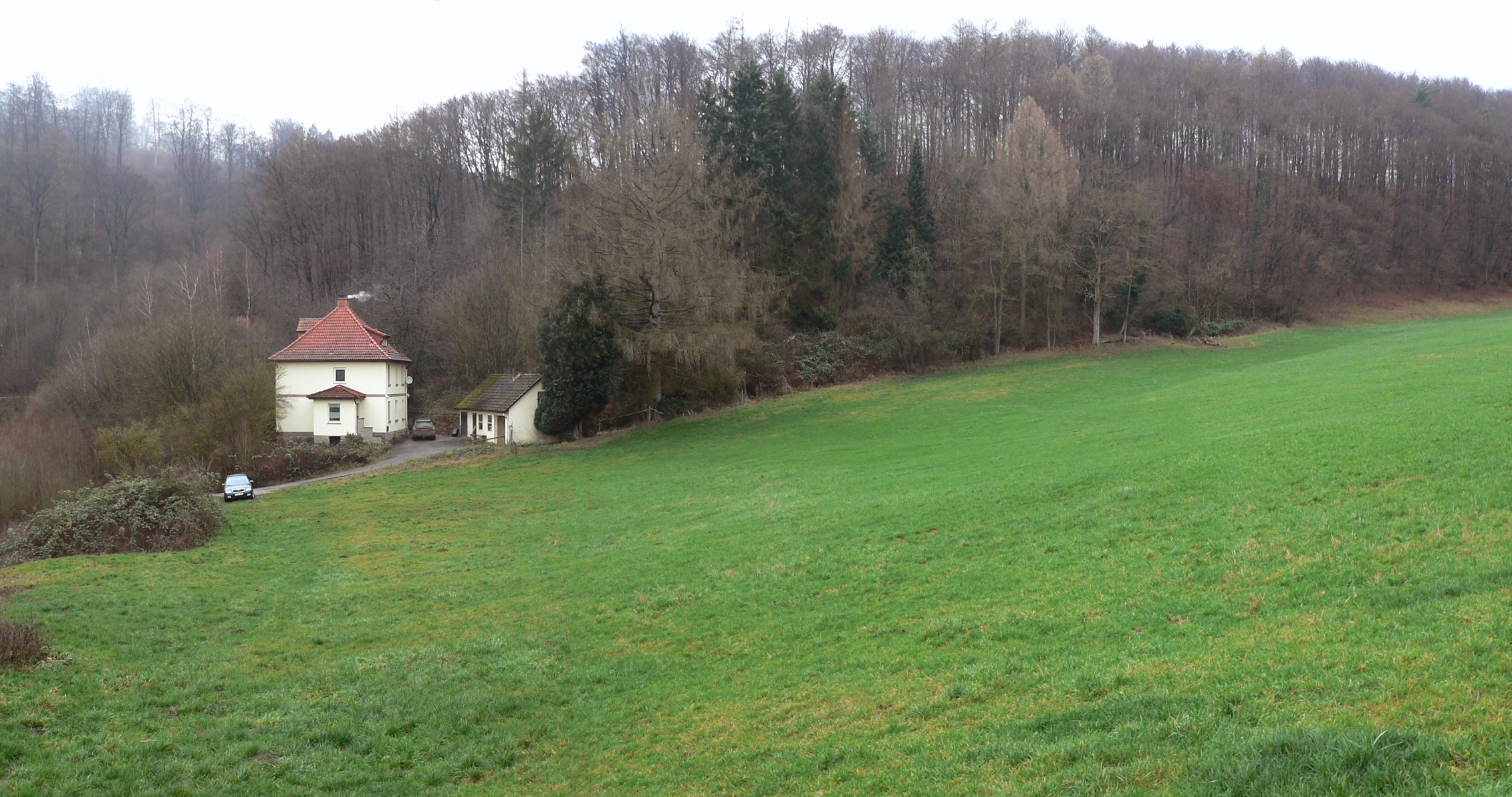
Früherer Standort des Lagers auf einer Wiese mit Wohnhaus, in dem der SS-Lagerführer 1944 und 1945 lebte
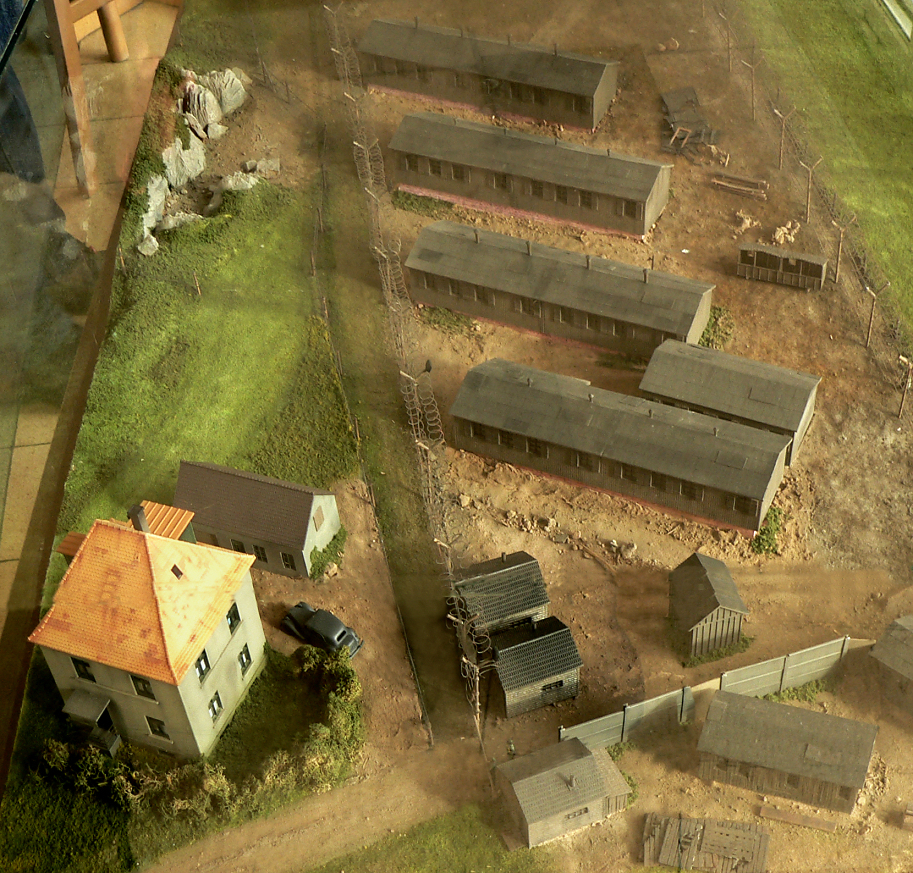
Die Gebäudesituation im Modell des KZ-Außenlagers Holzen

## Historische Kulturlandschaft
Das frühere Lager liegt innerhalb der 3,1 km² großen historischen Kulturlandschaft Rüstungskomplex Hils, die von landesweiter Bedeutung ist. Diese Zuordnung zu den Kulturlandschaften in Niedersachsen hat der Niedersächsische Landesbetrieb für Wasserwirtschaft, Küsten- und Naturschutz (NLWKN) 2018 getroffen. Ein besonderer, rechtlich verbindlicher Schutzstatus ist mit der Klassifizierung nicht verbunden.